# Dupnica (gmina)
Dupnica (bułg. Община Дупница) – gmina w zachodniej Bułgarii, w obwodzie Kiustendił.

## Miejscowości
Miejscowości wchodzące w skład gminy Dupnica:
- Bałanowo (bułg.: Баланово),
- Bistrica (bułg.: Бистрица),
- Błatino (bułg.: Блатино),
- Czerwen breg (bułg.: Червен брег),
- Delan (bułg.: Делян),
- Djakowo (bułg.: Дяково),
- Dupnica (bułg.: Дупница) − siedziba gminy,
- Dżerman (bułg.: Джерман),
- Gramade (bułg.: Грамаде),
- Jachinowo (bułg.: Яхиново),
- Krajni doł (bułg.: Крайни дол),
- Krajnici (bułg.: Крайници),
- Kremenik (bułg.: Кременик),
- Pałatowo (bułg.: Палатово),
- Piperewo (bułg.: Пиперево),
- Samoranowo (bułg.: Самораново),
- Topołnica (bułg.: Тополница).